# 柳ヶ瀬トンネル
柳ヶ瀬トンネル（やながせトンネル）は、北陸自動車道・木之本IC-敦賀IC間と福井県道・滋賀県道140号敦賀柳ヶ瀬線の滋賀県と福井県の県境にあるトンネルである。

## 県道140号 柳ヶ瀬トンネル

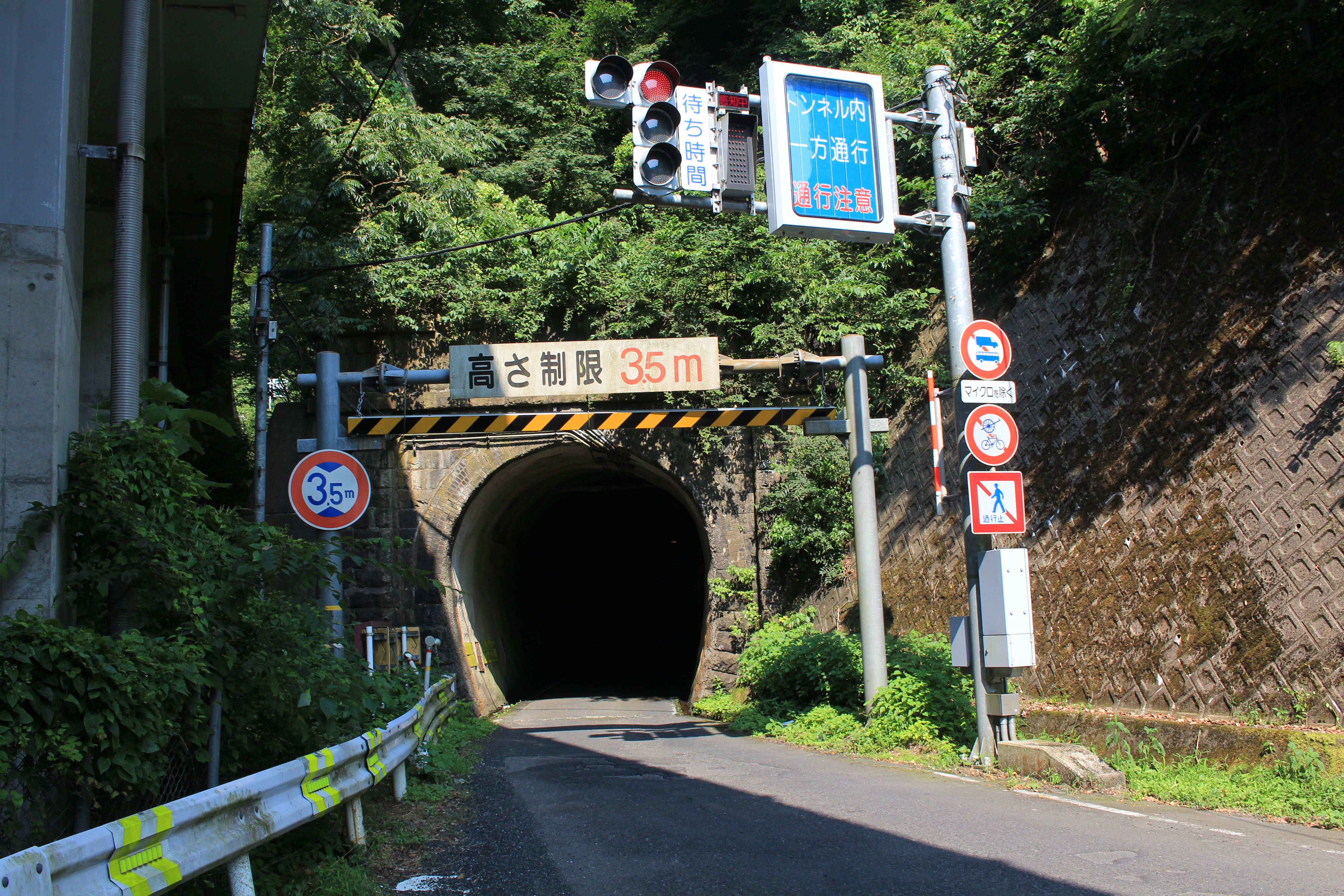
柳ヶ瀬トンネル（福井県敦賀市側）

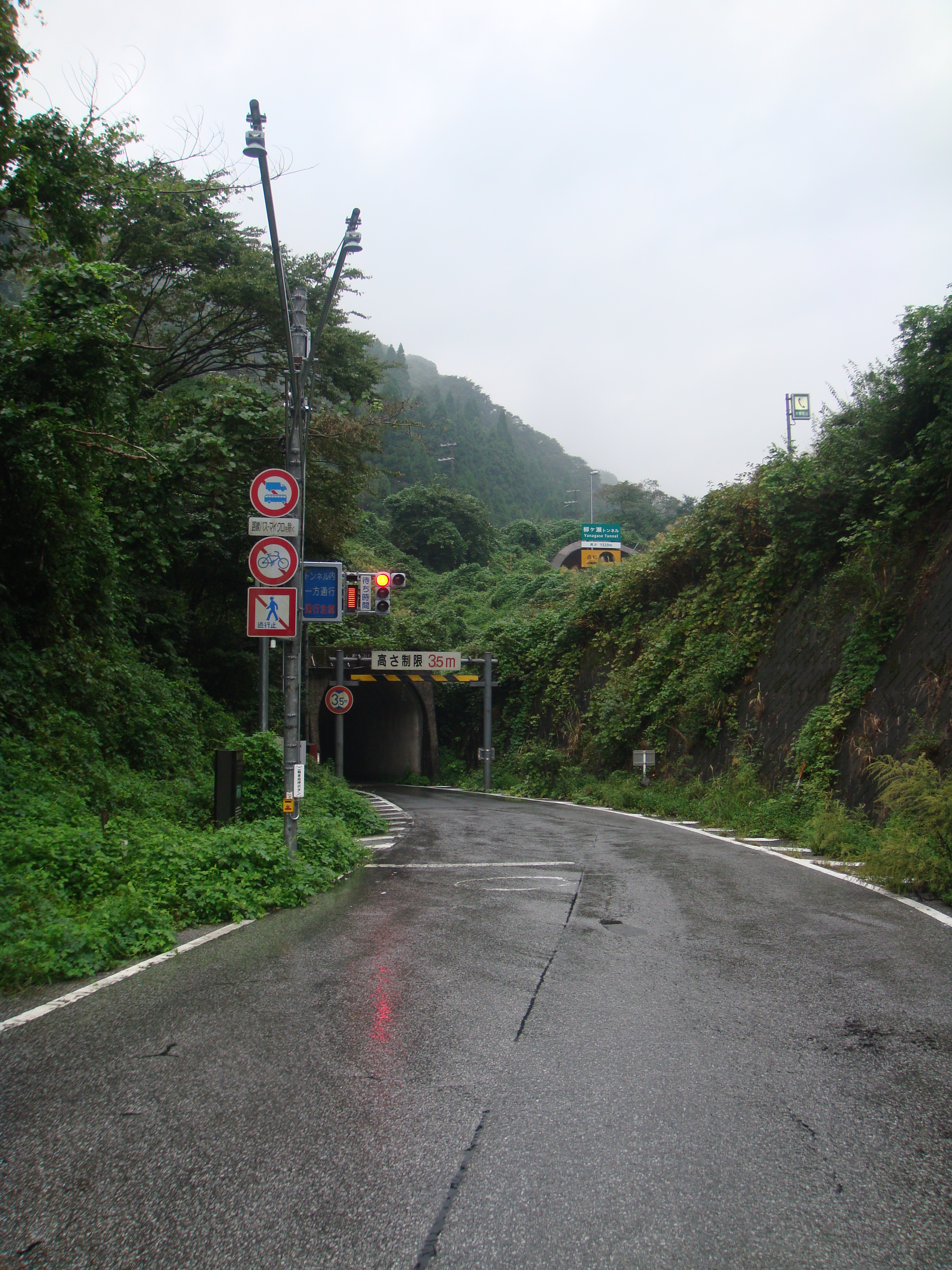
柳ケ瀬トンネル（滋賀県長浜市側）

トンネルがある福井県道・滋賀県道140号敦賀柳ヶ瀬線は、かつての日本国有鉄道北陸本線（鉄道営業末期は柳ヶ瀬線）の旧ルートであり、鉄道路線時代のトンネルを現在もそのまま使用している。
延長は1352 m（メートル）で、1898年（明治31年）に日本鉄道磐城線（現在の常磐線）の金山トンネルが完成するまでは日本で一番長いトンネルだった。国家の一大プロジェクトとして建設され、滋賀県側の坑口には伊藤博文の筆による「萬世永来」の石額が埋め込まれた。

### 計画
1869年（明治2年）に日本で初の鉄道計画の1つとして琵琶湖畔と敦賀を結ぶ路線の建設が決定した。1870年（明治3年）に京都府は政府に対して北陸方面から京都に至る鉄道を建設することを提言し、政府は東京奠都による京都衰退を危惧していたこともあり1871年（明治4年）に京都 - 敦賀間の鉄道敷設を前提とした測量を工部省に命じた。この測量はリチャード・ボイルが実施し、1876年（明治9年）に測量結果を政府に提出し、この中で京都から琵琶湖の東側を通って米原・塩津経由で敦賀に至るルートを提唱した。そして、長浜経由のルートを強く支持していた井上勝によって塩津以南は琵琶湖の東側を経由するルートが確定する。ボイルは敦賀と塩津の区間については塩津街道に沿った最大33.3 パーミルの勾配で山背を辿るルートを提言したが、政府は急勾配の運行に難色を示し、また山と湖に囲まれた塩津を経由しても沿線の発展が望めないとして難色を示した。1879年（明治12年）に政府は鉄道局に対して再調査を命じ、鉄道局は1880年（明治13年）に塩津ではなく柳ケ瀬を経由するルートを諮問にかける。そして、沿線村落の需要もあるとして柳ケ瀬経由のルートで建設に決まった。

### 施工
施工は藤田組が請け負い、長谷川謹介が技術者として指導にあたった。工費は約42万5千円で、工期は4年かかった。柳ヶ瀬トンネルの工事では1人も犠牲者を出さなかった。
施工時には大勢の鉱夫が作業にあたり、手掘りで爆薬を使用して掘削が行われた。ただし、鉱夫は掘削が得意であったが支保工の設置は不得意であったために過剰に支保工を設置して排土作業が円滑に進まなかった。また、滋賀県側はおびただしい量の湧水に悩まされ、福井県側へ下り勾配になっているため奥に水が流れ込み工事が中断されることが多々あった。
作業中はカンテラを使用していたので煙が充満して作業が進まなくなることもあった。これを見たイギリス人技師のボナールが助言し、水車を動力とした通風機が導入された。通風管にははじめ樋を用いたが風圧によってすぐに破損した。そのため、通風管は鉄管を印籠継ぎにして接着剤で固着させたものを用いたが、接着剤に硫黄が含まれたので硫黄ガスが発生して作業員が倒れる事態が発生した。その後直ちにハンダによる接着に変えて事なきを得た。
敦賀港から資材を搬入するため西側（敦賀側）から工事が進められた。その後、工事の進捗が遅れていたため1883年（明治16年）4月に柳ケ瀬まで線路が繋がると東側（長浜・米原側）の建設も進められた。
1883年（明治16年）11月16日 に貫通し、1884年（明治17年）4月16日から運行が開始された。

### 鉄道営業時
柳ヶ瀬トンネルにははじめ1日3往復の列車が運行された。福井県側から滋賀県側に向かって25パーミルの勾配があり、その影響で刀根駅で停車する列車はスイッチバックしなければならなかった。
1895年（明治28年）7月29日に滋賀県側の余呉川の洪水が柳ヶ瀬トンネルを通り抜け、福井県側の集落にある家屋が浸水・流出する災害が発生した。これにより滋賀県側に設置された見張所の責任者が福井県側から訴えられて裁判になったが、自然災害による不可抗力として訴えが退けられた。
1927年（昭和2年）1月25日には滋賀県側の激しい降雪で列車が埋没して6日間運休となった。
柳ヶ瀬トンネルは煤煙が問題視され、1928年（昭和3年）12月6日にトンネル内で貨車を牽引していた蒸気機関車が空転し、煤煙によって3名死亡する事故（北陸線柳ヶ瀬トンネル窒息事故）が発生している。この事故以来、「魔のトンネル」として恐れられるようになったほか、事故対策として福井県側の坑口に外気遮断幕と換気扇が設けられた。この事故を契機に国鉄は柳ヶ瀬トンネルに代わる新線を建設する方針を決定した。
1957年（昭和32年）10月にはヤスデが大量発生して線路上に出てきたため、押しつぶされた虫の油でスリップして列車が止まることもあった。
1957年（昭和32年）10月1日、深坂トンネルを経由する北陸本線の新線が開通し、旧線は柳ヶ瀬線に改称されてローカル列車のみを運行する路線となった。柳ヶ瀬線は、鳩原信号場で新線と合流して敦賀駅へ向かう構造となっていた。1963年（昭和38年）9月30日になり、敦賀から新疋田までに残っていた25パーミルの急勾配を除去するためのループ線が開通して、この区間が複線化された。従来の鳩原信号場を経由する線路は下り線となった。そのままでは北陸本線の下り線に柳ヶ瀬線の上下列車を運転しなければならず、運転保安上の問題が出るとともに北陸本線の線路容量を制約する問題もあった。そこで、この日から柳ヶ瀬線は疋田駅で折り返しとなり、疋田 - 敦賀間はバス代行となった。しかしこの措置により柳ヶ瀬線利用者は激減し、翌1964年（昭和39年）5月11日に柳ヶ瀬線全線が廃止となって、国鉄バスが運行されるようになった。これにより柳ヶ瀬トンネルは鉄道トンネルとしては供用廃止された。

### 鉄道廃止後
旧柳ヶ瀬線跡は柳ヶ瀬トンネルを含めて国鉄バスの専用道路に改修された。改修工事が行われるまでの間、一般県道を利用して敦賀 - 宮前橋間と木ノ本 - 雁ケ谷間で暫定の折り返し運行を実施した。1964年（昭和39年）9月1日に予定されていた柳ヶ瀬トンネル改修完了に合わせて、一般道と柳ヶ瀬トンネル経由で木ノ本 - 敦賀間直通運行が開始され、12月1日に予定されていた専用道完成により全区間で専用道利用に切り替えることになっていた。
その後、滋賀県側では1987年（昭和62年）4月1日から敦賀柳ヶ瀬線として県道に認定され、一般車両も通行できるようになった。県道移管にあたって、福井県・滋賀県・日本国有鉄道・日本道路公団の4者が総工費2億3千万円を負担してトンネル内部の改修工事を行った。トンネル内部の幅員は3.8 mとなり、非常待避所2か所・非常電話7か所と照明が設置された。
両入口には一方通行の制御を目的とした信号機が設置されている。信号サイクルの調整は、信号待ちの車両の有無を車両感知器で把握することで変動（赤信号が2分57秒 - 6分26秒・青信号が14秒 - 30秒）させている。なお、大型車、自転車などの軽車両、歩行者は通行できない。
2003年（平成15年）には土木学会選奨土木遺産に選ばれた。
2005年（平成17年）の交通センサスでは、休日の交通量は1,553台/日を記録しており、道路としても福井県と滋賀県を結ぶ交通の要所となっている。

## 北陸自動車道 柳ヶ瀬トンネル
北陸自動車道の柳ヶ瀬トンネルは、滋賀県長浜市と福井県敦賀市の県境に位置する高速自動車国道のトンネルである。

### 構造
本線施工に先立つ地質調査結果では、粘板岩・砂岩の互層で、亀裂が多く発生し、RQDが20以下であった。在来工法の側壁導坑上半先進工法で施工。換気は上下線で縦流式で行われている。坑口は竹割式である。

### 沿革
1976年（昭和51年）6月に工事着手し、同年10月に安全祈願祭が挙行され、1977年（昭和52年）12月に導抗が貫通、1980年（昭和55年）4月7日の米原JCT - 敦賀IC間の開通と同時に供用を開始した。

#### 避難連絡坑設置
本線の供用開始後に避難用の連絡坑が設置された。避難通路の設置にあたって、本線の覆工コンクリートを一部解体して設置した。施工は昼夜連続車線規制で行われ、重機作業を行う時は脇見運転を防ぐ目隠しカーテンや車両の汚損を防ぐ粉塵防止カーテンを設置しながら施工した。
トンネルの崩落防止のため、トンネル内の補強範囲や支保構造の検証は既往の研究や有限要素法による結果を参考に行われた。その結果、本線と避難連絡坑との交差点中心から、本線の掘削径12. 5mを補強範囲にした。また、本線補強工法としてロックボルトを設置し、トンネル内空側へ変位しようとする緩みを抑制させた。このロックボルトの設置は粉塵や削孔水が走行車両と接触しないように、水を使用せず、バキュームで粉塵を直接収集できるクローラドリルで施工した。覆工は健全ではあったものの、地山との境界に空洞が確認されたため、可塑性エアモルタルを充填した。施工の安全管理として、避難連絡坑の掘削による本線トンネルの挙動変化を計測した。具体的な値は補強ロックボルトの軸力、地中変位、本線覆工コンクリートの応力増加量である。施工前に、有限要素法で覆工が限界応力に達する条件を再現し、その時の値から安全管理での管理基準値を定めた。管理基準値に達した時に自動で回転灯が作動するようにし、その時に事前に練られた対応策を施す方針で施工を進めた。
本線部の覆工を取り壊す時に、取り壊す部分の周辺でクラックが発生するのを防ぐ対策が行われた。この対策として、クローラドリルで削孔による縁切りを避難連絡坑の内周方向に行った後、250 - 350 mm間隔の削孔と油圧ブレーカによるはつりを併用しながら中心部のコア抜きし、そのコア抜きした部分から外周方向に拡幅する工法で掘り進めた。外周や本線の支保工付近は、コンプレッサーで人力破砕した。本線支保工の切断は、覆工コンクリートの破砕後、計測データから地山が安定していることを確認してから実施した。粉塵対策として散水を十分に行い、一般車両の汚損を防いだ。
避難連絡坑の掘削はブレーカによる掘削でNATMによる全断面掘削工法で進められた。営業車線の縦断勾配が上り勾配となる上り線側が掘削の起点となったが、これは通行車両の加速を少しでも抑制させることを目的としたためである。避難連絡坑の起点付近の掘削は施工区域の追越車線内で旋回できないため、小型のブレーカーとバックホウを導入した。その後は大型のブレーカーで施工した。掘削後の吹き付けコンクリートは、掘削の初期は粉塵対策として、付着が良く急結し跳ね返りが少ないPFモルタルを使用した。その後は坑口内にカーテンを設置して、湿式による手吹き施工した。粉塵低減剤を使用したため、粉塵の発生量は少なく、本線トンネル内も縦断風量が十分あったため、粉塵があってもただちに拡散されて営業線に対する影響がほとんどなかった。